# فوتبال ارمنستان در ۱۹۹۴
فصل ۱۹۹۴ سومین فصل فوتبال در ارمنستان پس از فروپاشی اتحاد جماهیر شوروی بود. فوتبال لیگ فوتبال حرفه‌ای ارمنستان شامل دو بخش بود، لیگ برتر ارمنستان (شامل ۱۶ تیم) و لیگ دسته اول ارمنستان (ده تیم). از شانزده تیم لیگ برتر، پنج تیم به دسته پایین‌تر سقوط می‌کردند، در حالی که تنها قهرمان لیگ دسته اول برای فصل ۱۹۹۵ به دسته بالاتر صعود می‌کرد و سطح برتر به دوازده باشگاه کاهش می‌یافت.

## لیگ برتر
- تیم‌های زانگه‌زور، باشگاه فوتبال لوری و باشگاه فوتبال آزناوور به دسته بالاتر صعود کردند.
- پیش از شروع فصل، تیم باشگاه فوتبال ایمپالس از رقابت‌ها کناره‌گیری کرد.
- باشگاه فوتبال زوارتنوتس اچمیادزین به بی‌ام‌ای-آرایی اچمیادزین تغییر نام داد.

## لیگ دسته اول
- تیم بی‌کی‌ام‌ای ایروان از لیگ دسته دوم فوتبال ارمنستان صعود کرد.
- مالاتیا-کیلیکیا ایروان از ادغام اولیه خود (باشگاه فوتبال مالاتیا و باشگاه فوتبال کیلیکیا) جدا شد و بار دیگر به دو باشگاه متفاوت تبدیل شد. با این حال، هیچ‌یک از این دو در سال ۱۹۹۳ در هیچ رقابتی شرکت نکردند.
- پیش از شروع فصل، تیم‌های آختامار سوان، باشگاه فوتبال دوین آرتاشات، اف‌آی‌ام‌ای ایروان، باشگاه فوتبال ماسیس، آراکس آرماویر، باشگاه فوتبال کارین، باشگاه فوتبال لویس-آرارات و باشگاه فوتبال هاچن از رقابت‌ها کناره‌گیری کردند.
- باشگاه فوتبال لرناگورتس واردنیس نام خود را به سیپان وارنیس تغییر داد.
- باشگاه فوتبال مومیک یغگنادزور نام خود را به باشگاه فوتبال آرپا تغییر داد.
- باشگاه آوتُگن وانادزور نام خود را دوباره به باشگاه فوتبال لرناگورتس واردنیس تغییر داد.